# Энгельгардт, Пётр Викторович
Пётр Викторович Энгельгардт (26 августа [7 сентября] 1869, Смоленск — 10 апреля 1952, Стокгольм) — российский военачальник, полковник, командир Финляндского 20-го драгунского полка (1917).

## Биография
8 ноября 1888 года вступил в службу вольноопределяющимся рядового звания в Смоленский драгунский полк. 6 декабря 1889 года произведён в полковые унтер-офицеры. 6 декабря 1890 года утверждён в должности взводного унтер-офицера эскадрона юнкеров.
В 1891 году по I-му разряду окончил Тверское кавалерийское юнкерское училище в рамках которого 22 мая 1890 года окончил курс фехтования в Варшаве. 15 октября 1900 года на отлично окончил Офицерскую кавалерийскую школу.
9 февраля 1892 года произведён в корнеты с переводом в 16-й Глуховской драгунский полк. Изучал саперное дело в 4-й саперной бригаде. С 20 мая по 6 июля 1894 года и с 21 октября 1895 по 30 октября 1897 года был заведующим саперной команды. С 10 августа по 4 октября 1895 года и с 28 ноября по 10 декабря 1896 года был делопроизводителем полкового суда.
30 декабря 1901 года по Высочайшему приказу был зачислен в постоянный состав Офицерской кавалерийской школы с оставлением в списках полка. С 13 января 1903 года был заведующим курсом обучающихся наездников, с 20 октября 1904 года — заведующим курсом обучающихся офицеров.
15 февраля 1905 года был переведён в 17-й драгунский Волынский полк с оставлением в постоянном составе Школы.
23 сентября 1906 года был командирован на 1 год в 16 драгунский Глуховской полк для командования эскадроном.
С 5 ноября 1906 по 12 октября 1907 года, с 5 октября 1908 по 28 января 1909 года был помощником (заместителем) заведующего младшим курсом обучающихся офицеров Школы, с 28 января 1909 года — заведующий этим курсом. С 12 октября 1907 по 5 октября 1908 года был помощником (заместителем) заведующего старшим курсом в Офицерском отделе школы. С 10 октября 1909 года был заведующим младшим курсом обучающихся наездников. С 19 декабря 1907 по 14 июня 1908 года был членом эскадронного Суда.
С 1 августа 1914 по 14 апреля 1915 года был командиром 2-го эскадрона полка Офицерской кавалерийской школы, а с 8 июля по 25 декабря 1916 года командовал полком (с краткими перерывами).
С 5 февраля по 8 апреля 1917 года был командиром Финляндского 20-го драгунского полка. 12 апреля 1917 года был прикомандирован к штабу дивизии. 14 апреля 1917 года назначен в резерв чинов при штабе Двинского военного округа. С 27 июня 1917 по 15(28) февраля 1918 года был председателем 6-й дополнительной ремонтной комиссии и уволен в связи с расформированием комиссии.
Участвовал в Первой мировой войне: в сражениях у посёлка Грево 4 сентября 1914 года, у деревни Вокбово 17 сентября 1914 года, у деревни Зекеноме 21 сентября 1914 года, у деревни Беково 19 октября 1914 года и других.
В 1920 году эмигрировал в Финляндию, где тренировал лошадей, в том числе маршала Маннергейма. В 1939 году переехал в Стокгольм.

## Чины
- Унтер-офицер (06.12.1889), переименован в эстандарт-юнкера (03.08.1891)
- Корнет (09.02.1892)
- Поручик (15.03.1896)
- Штабс-ротмистр (15.03.1897)
- Ротмистр (12.03.1905)
- Полковник (26.08.1912)